# Leca d'Albenga
Leca is een plaats (frazione) in de Italiaanse gemeente Albenga.